# Sonia Guiñansaca
Sonia Guiñansaca (Cuenca, Ecuador, 1989) es una poetisa migrante, organizadora cultural y activista cuyo trabajo busca la igualdad cultural y la justicia social, con un enfoque en los derechos de los migrantes, el cambio climático, los derechos LGBTQ+, y la discriminación de género.

## Biografía
Guiñansaca emigró de Ecuador a Harlem a la edad de cinco años para reunirse con sus padres, quienes eran indocumentados. Tras graduarse de Hunter College con una licenciatura en Estudios Africanos, Puertorriqueños y Latinos y en Estudios de Mujeres y Género, y con experiencia en la organización de comunidades migrantes indocumentadas, determinó que no solo la política, sino también el arte y la cultura juegan roles cruciales para generar cambios sociales.

## Carrera
Desde 2013, trabajó como directora ejecutiva en Culture Strike, una organización estadounidense con más de 200 artistas de múltiples disciplinas comprometidos con el cambio social, que reconocen y apoyan a artistas queer, transgénero, mujeres, de color y migrantes emergentes. En particular, creó los primeros talleres de escritura impartidos por y para escritores indocumentados, y luego cocreó el primer y único retiro nacional de escritura para escritores indocumentados llamado UndocuWriters Retreat.
En la primavera de 2013, creó y ayudó a lanzar Undocumenting.tmblr.com, un proyecto que destaca el trabajo de los inmigrantes indocumentados.
Guiñansaca ha realizado presentaciones en lugares diversos como el Museo del Barrio, el Nuyorican Poets Café, el Festival de Poesía de Nueva York, el Museo Metropolitano, el Museo de Brooklyn, Londres, México, y ha sido destacada en revistas como Latina Magazine, PBS, Poetry Foundation, entre otras. También ha presentado conferencias, talleres y paneles en diversas universidades.
En octubre de 2017, autoeditó su primer libro, Nostalgia & Borders, y está editando la primera antología de poesía indocumentada titulada Home in Time of Displacement. Actualmente trabaja en un nuevo libro titulado #PapiFemme, que abordará temas centrales sobre género y presentación, así como las comunidades queer e inmigrantes.
Fue nombrada por Teen Vogue como una de las 13 personas queer más geniales en Internet.

## Libros
- Nostalgia & Borders, 2017. OCLC 994629327